# Abílio Augusto Vaz das Neves
Dom Abílio Augusto Vaz das Neves (Ifanes, Miranda do Douro, 8 de Junho de 1894 - Macedo de Cavaleiros, 1974) foi um bispo português da Diocese de Bragança-Miranda.
Foi ordenado Presbítero em 7 de Dezembro de 1919 e ordenado Bispo a 4 de Dezembro de 1933.
D. Abílio Augusto Vaz das Neves foi bispo de Bragança-Miranda entre 8 de Dezembro de 1938 e 20 de Fevereiro de 1965, fundando durante este periodo o jornal Mensageiro de Bragança.